# 緑のgoo
緑のgoo（みどりのグー）は、検索などのサービスの収益の一部を環境保護の活動に寄与する目的でNTTドコモ（旧・NTTレゾナント）が開設した特設サイト。

## 概要
NTTレゾナントでは1999年頃から環境ポータルサイトの「環境goo」を公開しているが、検索などのサービスによる収益の一部を環境問題に取り組む環境保護団体に寄付する目的で、特設サイトとして2007年8月21日に緑のgooを開設した。
ユーザーが緑のgooの検索機能を利用したり、ニュースなどのコンテンツを閲覧することで、緑のgooが得た収益の一部が寄付につながる。検索などの利用状況に応じて緑のgooのトップページに表示される「里山どうぶつコレクション」でより多くの動物を集めることで、環境保護活動への寄与度を視覚的に確認することができる。
2008年3月31日にgooのトップページがリニューアルした際に、gooトップページに緑のgooの機能を付加したページが公開された。
2008年5月22日には、モバイル緑のgooの提供開始とともに、寄付する環境保護団体を7団体に拡大した。
2011年12月1日には、寄付する環境保護団体を国土緑化推進機構に絞り、日本国内の森林保全支援を行う。

## その他に提供される各種サービス
サイト内検索フォーム、スマートフォンアプリが提供されている。